# Arachne
För andra betydelser, se Arachne (olika betydelser).

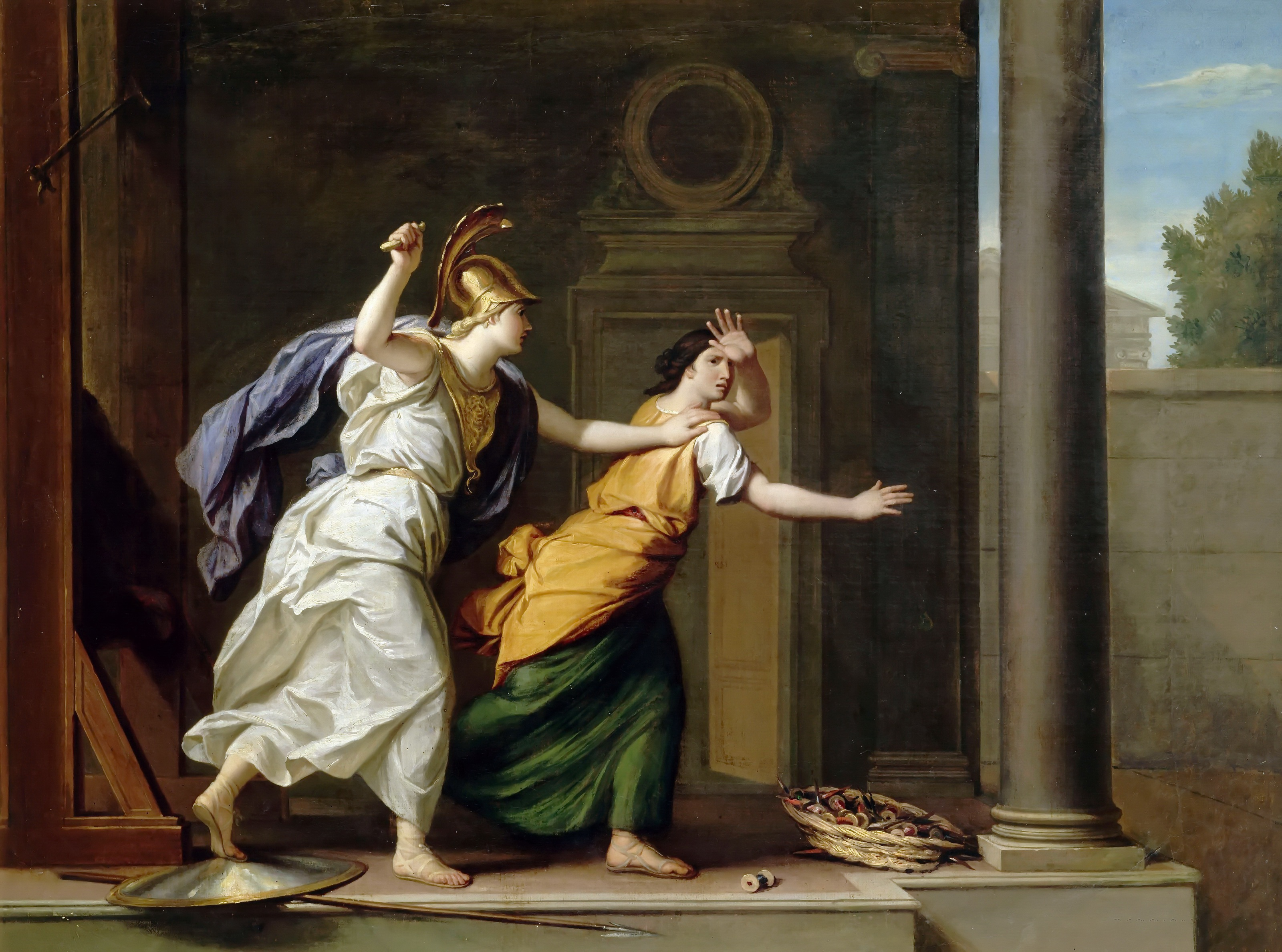
Minerva och Arachne.

Arachne (även Arakne) är en figur i den grekiska mytologin. Enligt sagan är hon en flicka som bodde i Lydien, men förargade gudinnan Athena genom att skryta över att ha vävt en gobeläng som sades vara vackrare än något som gudinnan kunde väva.

## Sagan om Arachne

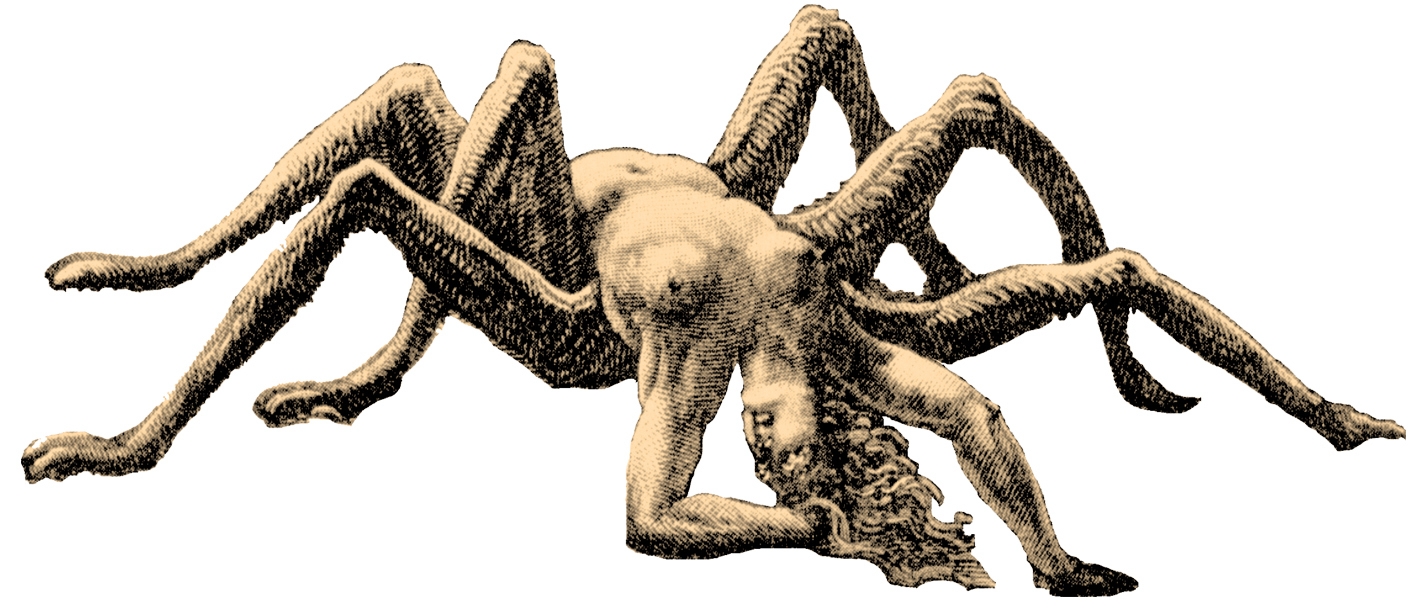
Arachne. Illustration av Gustave Doré till 1861 års utgåva av Dantes Inferno.

Arachne var en ung flicka på blott sjutton år, som bodde i Lydien, ett land mycket känt för sina fina purpurfärger och sina skickliga vävare och Arachne var den främsta bland dem.
Hon hade större fantasi i sina verk och hennes kamrater avundades henne. Hon tänkte ut en plan, att väva en gobeläng som skulle bli hennes mästerstycke. Gobelängen föreställde gudarna och deras historia och bland motiven såg man Poseidon i sin vagn, Demeter gråtande över sin Persefone, och många andra motiv.
Ryktet om den fantastiska gobelängen spreds från by till by, och från stad till stad. Arachne blev så stolt och högfärdig över den beundran som mötte henne att hon skröt över att ingen annan, inte ens Athena, kunde sy något vackrare.
Detta rykte nådde även Athena, som bestämde sig för att träffa flickan och se på vad hon kunnat åstadkomma. Så en vacker dag uppenbarade hon sig mitt på torget i den by där Arachne bodde. På två långbord låg gobelängen som alla tyckte var så märkvärdig; Arachne böjde knä inför gudinnan, lite ångerfull av vad hon tidigare sagt. Athena sade "Res på dig, min flicka, och visa vad du har vävt". Arachne reste sig och gick långsamt bakom Athena längs gobelängen och beskrev vad hon skapat. Athena blev förskräckt när hon såg mästerverket, hon hade trott att allt var överdrifter, och att Arachne, om hon visat sig värdig, skulle kunna bli hennes lärjunge. Istället fann hon en gobeläng, långt vackrare än någon hon själv skulle kunna skapa. Eftersom hon, liksom alla Zeus barn, ärvt hans svartsjuka kunde hon inte hålla raseriet tillbaka. Hon slet och rev i gobelängen tills det bara var trasor kvar av den en gång så vackra gobelängen. Arachne, som sett allt, rusade ut i skogen och hängde sig i sin gördel. Athena som rusat efter hittade henne, en död gestalt som förlorat allt hon satte värde på.
Athena skämdes över vad hon gjort och gick fram till liket och rörde vid det lätt. Hon sade "Fortsätt att väva min tös, men nu får du väva alldeles ensam. Din tråd kommer att bli tusen gånger finare, och tusen gånger så elegant, men mycket få kommer att stanna för att se på dina verk, och ingen, misstänker jag, kommer någonsin att jämföra dig med oss odödliga".
Och ur Arachnes klädnad kröp en liten spindel ut och började genast att spinna sig en silkestråd.